# ¡Venganza!

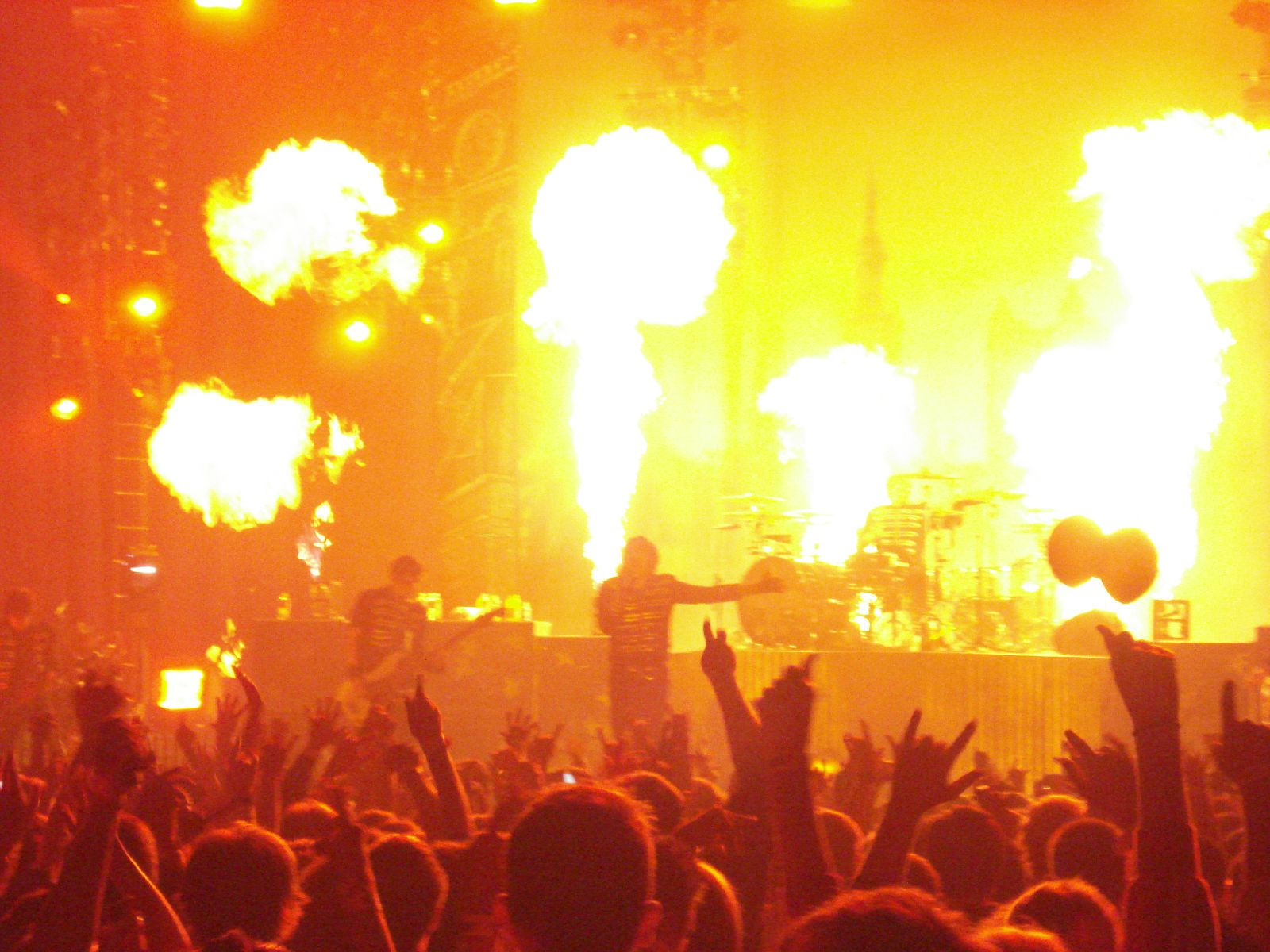
En el concierto se incluyeron efectos pirotécnicos. Al fondo del escenario hay llamas de fuego durante la última canción, “Helena”.

¡Venganza! es un videoálbum en vivo del grupo My Chemical Romance, publicado en formato de memorias USB, el 10 de abril de 2009.
Contiene parte del concierto realizado en Ciudad de México el 7 de octubre de 2007. La primera y principal parte de este —en la cual interpretaron el álbum The Black Parade por completo— fue registrada ya en el videoálbum The Black Parade is dead!, mientras que este material incluye la segunda parte del recital, en la que tocaron canciones de su segundo disco, Three cheers for sweet revenge, comúnmente llamado Revenge (en español, Venganza).

## Publicación
El lunes 9 de marzo de 2009, Jeff Watson (amigo y encargado de la página web del grupo) anunció que el álbum se publicaría el 10 de abril. Informó que vendría en una memoria USB de edición limitada con forma de bala, y que incluiría también fotos del concierto. El álbum se podía pedir en la tienda en línea del grupo, y al hacerlo se obtenía un chaleco diseñado con motivo del lanzamiento, y también la descarga en formato mp3 de las canciones “Give 'em hell, kid” y “Helena”.

## Lista de canciones interpretadas
| N.º | Título                                                   |  |
| --- | -------------------------------------------------------- |  |
| 1.  | “I'm not okay (I promise)”                               |  |
| 2.  | “Cemetery drive”                                         |  |
| 3.  | “Thank you for the venom”                                |  |
| 4.  | “The jetset life is gonna kill you”                      |  |
| 5.  | “The ghost of you”                                       |  |
| 6.  | “It's not a fashion statement, it's a fucking deathwish” |  |
| 7.  | “Give 'em hell, kid”                                     |  |
| 8.  | “You know what they do to guys like us in prison”        |  |
| 9.  | “Helena”                                                 |  |